# زیبای خفته (فیلم ۱۹۴۲)
زیبای خفته (ایتالیایی: La bella addormentata) فیلمی در ژانر کمدی است که در سال ۱۹۴۲ منتشر شد. از بازیگران آن می‌توان به آمدئو ناتزاری، آنجلو دسی، آکیله تولیانی و فیورلا بتی اشاره کرد.